# Замок Клоган
Замок Клоган (англ. Cloghan Castle) — один із замків Ірландії. Розташований в графстві Ґолвей. Стоїть в мальовничій місцевості біля селищ Горт та Лоугреа, біля селища Кілхріст. Нині відреставрований і використовується для весіль, бенкетів та інших урочистих заходів. Замок здається в оренду для проживання і відпочинку. Недалеко від замку є чотири храми, де можна здійснити церемонію одруження.

## Історія замку Клоган
Замок Клоган був побудований норманськими феодалами у 1239 році під час англо-норманського завоювання Ірландії з метою захисту земель норманських феодалів від ірландських кланів, які намагалися ці землі собі повернути. Судячи зі всього замок був збудований на місці більш давнього кельтського укріплення. Замком довгий час володіли феодали роду Де Бурго (Берк). У XV столітті в замку жив Х'ю Де Бурго — син Вальтера Де Бурго, графа Ольстера — одного з найвпливовіших феодалів в Ірландії в XV столітті. Після смерті Х'ю Де Бурго замок був закинутий. Замок багато разів руйнувався під час нескінченних війн і до 1973 року був перетворений в цілковиту руїну. У 1973 році замок відвідали знавці старовини Майкл Берк та Брендан О'Доннелл. Вони вирішили відреставрувати замок і відновити його вигляд, яким він був у XIII столітті. Були знайдені кошти, замок був відреставрований з використанням давніх технологій і місцевих будівельних матеріалів, відновлений був інтер'єр. Реставрація була завершена в 1996 році, нині в замку живе 14 чоловіків не рахуючи жінок, дітей і собак. Замок нині використовується для різних урочистих церемоній.